# Мельничная (приток Потки)
Мельничная (в верховье Черепановка) — река в России, протекает в Пермском крае. Впадает в реку Потка слева в 2,1 км от устья, в деревне Развилы. Протяжённость реки — 30 км.

## Данные водного реестра
По данным государственного водного реестра России относится к Камскому бассейновому округу, водохозяйственный участок реки — Кама от Воткинского гидроузла до Нижнекамского гидроузла, без рек Буй (от истока до Кармановского гидроузла), Иж, Ик и Белая, речной подбассейн реки — бассейны притоков Камы до впадения Белой. Речной бассейн реки — Кама.
Код объекта в государственном водном реестре — 10010101412111100015434.